# Nachane
Nachane es una ciudad censal situada en el distrito de Ratnagiri en el estado de Maharashtra (India). Su población es de 11688 habitantes (2011). Se encuentra a 4 km de Ratnagiri.

## Demografía
Según el censo de 2011 la población de Nachane era de 11688 habitantes, de los cuales 5971 eran hombres y 5717 eran mujeres. Nachane tiene una tasa media de alfabetización del 93,47%, superior a la media estatal del 82,34%: la alfabetización masculina es del 95,82%, y la alfabetización femenina del 91,01%.